# Parque nacional de los Volcanes de Hawái
El Parque Nacional de los Volcanes de Hawái (en inglés Hawaiʻi Volcanoes National Park) establecido en 1916 en la isla de Hawái, muestra el resultado de cientos de miles de años de actividad volcánica, migración y evolución-Procesos que arrojan tierra virgen desde el mar y lo visten con un ecosistema único y complejo, además de una cultura humana diferente. El parque está circundado por diversos entornos que van desde el nivel del mar hasta la cima del volcán más grande de la tierra, el Mauna Loa de 4170 metros de altura. Kīlauea, uno de los volcanes más activos del mundo, ofrece a los científicos una perspectiva sobre el nacimiento de las Islas Hawaianas y a los visitantes, vistas de los dramáticos paisajes volcánicos. El parque incluye 1348 km² (505 mi²) de tierra.
Más de la mitad del parque está designado a la tierra salvaje y provee oportunidades de inusuales caminatas y acampadas (camping). En reconocimiento de su importante valor natural, el parque nacional de los Volcanes de Hawái ha sido declarado como Reserva de la Biosfera y Patrimonio de la Humanidad.
La actividad volcánica generada en el parque nacional de los Volcanes de Hawái ayudó a crear Kalapana (ahora cubierto de lava por erupciones recientes) y otras playas de arena oscura.
Se dice que , si cualquier roca o arena negra es recogida del parque nacional de los Volcanes de Hawái (o de cualquier lugar en Hawái) la persona que la recogió será maldita por la diosa del volcán de Hawái Pele hasta que sea devuelta. Mientras supuestamente se trata de una antigua creencia hawaiana los historiadores tienen registro de ella solo a partir de la mitad del siglo XX, y mucha gente cree que fue inventada por los guardianes del parque para kremita que los visitantes no se llevaran piedras. De todo modos, el vestíbulo del Campo Militar Kīlauea (actualmente un área vacacional para personal militar) tiene un gabinete que muestra rocas devueltas por personas en la tentativa de compensar la mala suerte que cayó sobre ellos, y cartas describiendo sus aprietos.

## Gran Historia Rica
Kīlauea y su caldera Halema'uma'u tradicionalmente fueron considerados el hogar sagrado de Pele, y los nativos hawaianos visitaban el cráter para dar ofrendas a la diosa. El primer occidental que visitó el lugar, William Ellis y el Norteamericano Asa Thurston, encontraron Kilauea en 1823, Ellis escribió su impresión al ver por primera vez el volcán en erupción:

Un espectáculo, sublime y hasta horrorizante, presentado por sí mismo ante nosotros. 'Nos detuvimos y nos estremecimos.' Asombro e intimidación nos enmudecieron por algunos momentos, y, como estatuas, nos quedamos de pie en el sitio, sin quitar la vista del abismo allá abajo.

Lorrin A. Thurston el nieto del reverendo estadounidense, sería el motor que indujo el establecimiento del parque en 1916.

## Imágenes

Vista panorámica de 360º de un campo de lava en Hawái

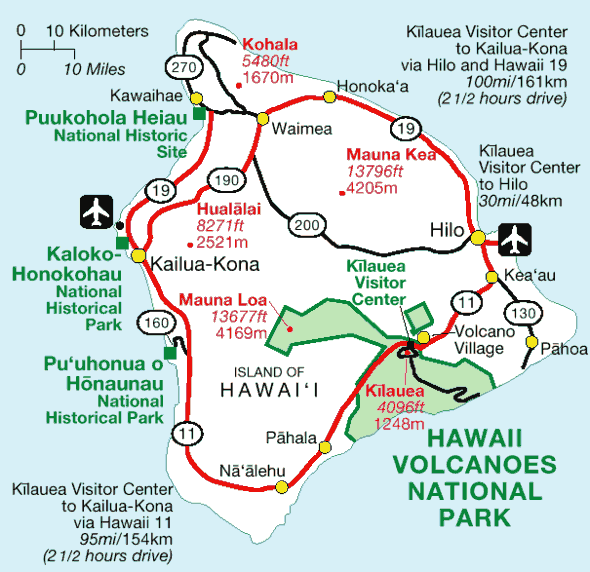
Parques nacionales de Hawái.
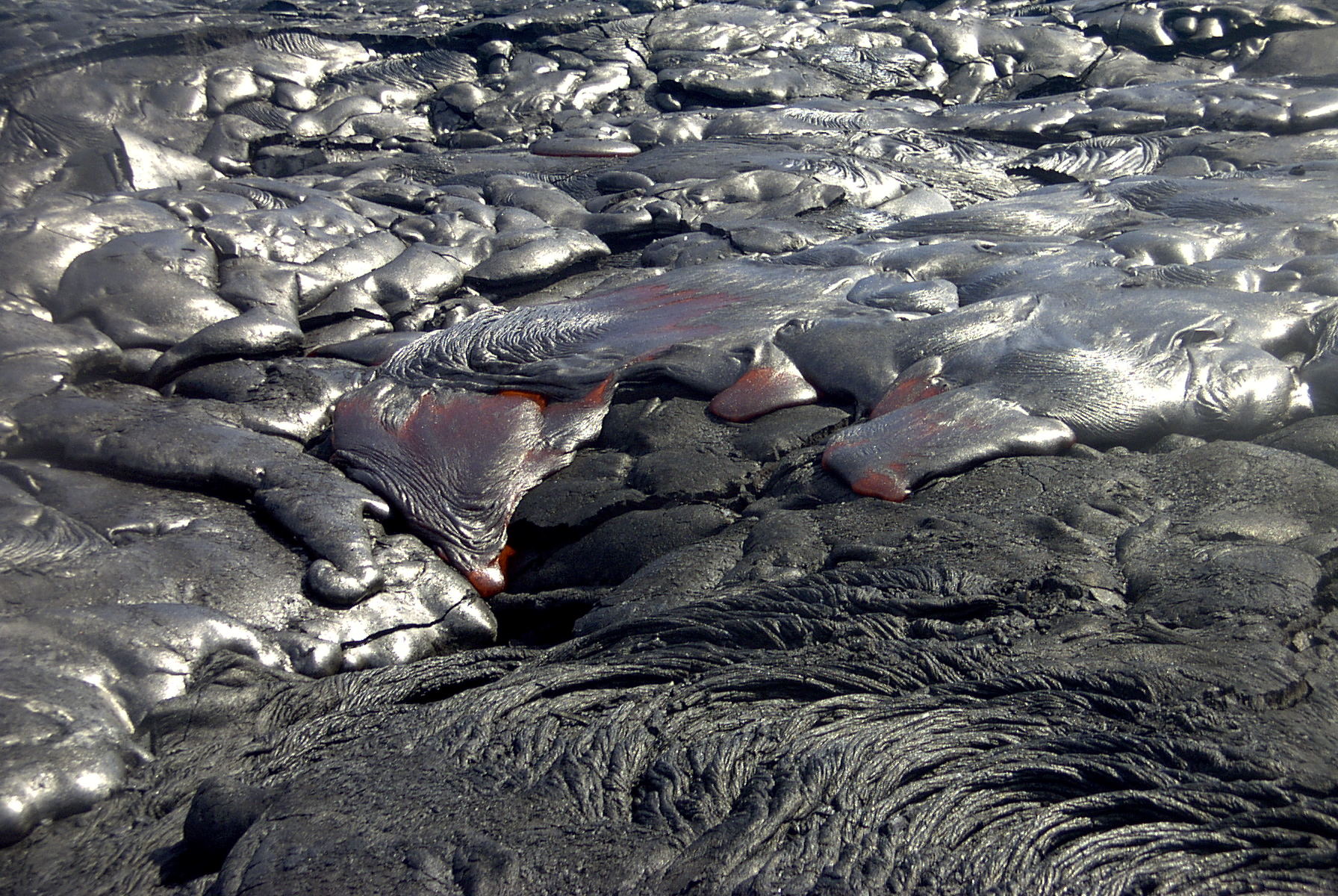
Lava desplazándose lentamente puede encontrarse bastante cerca.
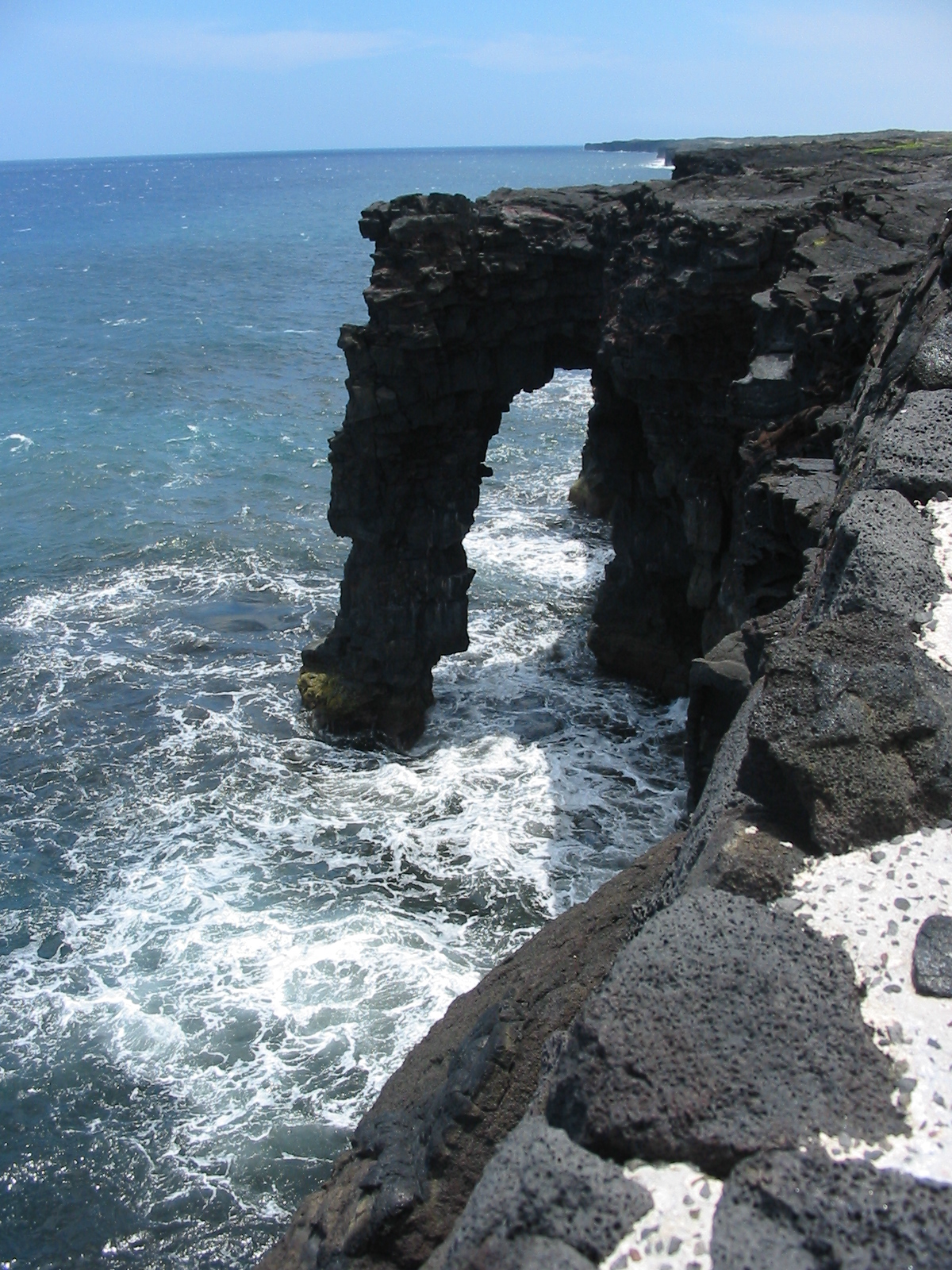
Arco en el mar causado por un flujo de lava.
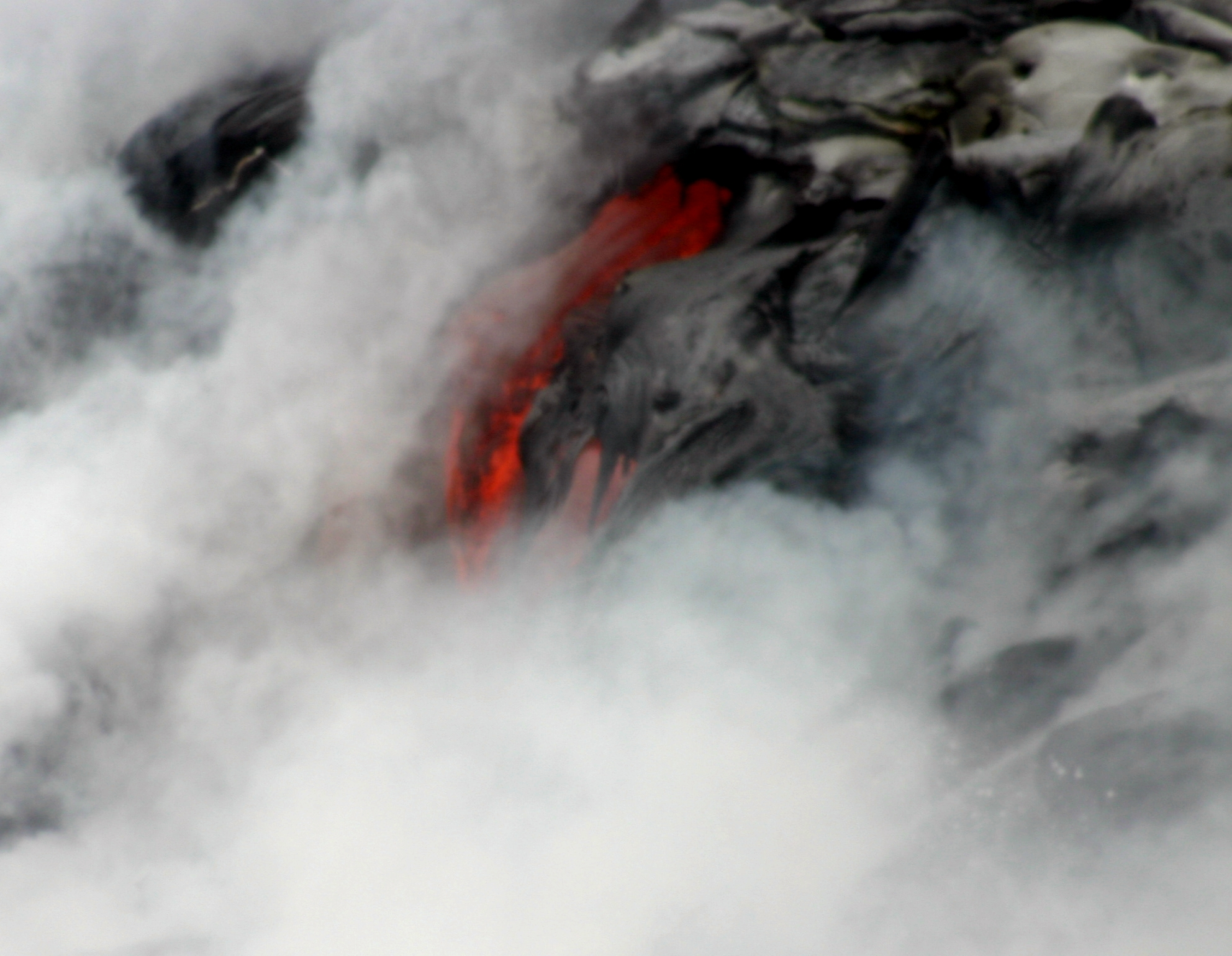
Lava Pāhoehoe entrando en el Océano Pacífico.